# Сьвідри-Авісса
Сьвідри-Авісса (пол. Świdry-Awissa) — село в Польщі, у гміні Щучин Ґраєвського повіту Підляського воєводства.
Населення — 153 особи (2011).
У 1975-1998 роках село належало до Ломжинського воєводства.

## Демографія
Демографічна структура станом на 31 березня 2011 року:
|          | Загалом | Допрацездатний вік | Працездатний вік | Постпрацездатний вік |
| -------- | ------- | ------------------ | ---------------- | -------------------- |
| Чоловіки | 72      | 13                 | 47               | 12                   |
| Жінки    | 81      | 25                 | 35               | 21                   |
| Разом    | 153     | 38                 | 82               | 33                   |